# Regiobus Hannover

Altes Logo bis 2016

Die regiobus Hannover GmbH ist ein Busunternehmen, das den öffentlichen Personennahverkehr mit Bussen in der Region Hannover betreibt. Die Linien verbinden die Städte und Gemeinden der Region untereinander bzw. mit der Stadtbahn Hannover an deren Endpunkten. Weitere Schwerpunkte sind die Anbindung der Ortschaften an die S-Bahn Hannover und der Schülerverkehr.

## Geschichte
Das Unternehmen entstand 1998 durch den Zusammenschluss der vorher selbständigen Verkehrsunternehmen Regionalverkehr Hannover, dem Busbetrieb der Steinhuder Meer-Bahn und dem Betrieb Burgdorf der Verkehrsbetriebe Bachstein sowie der Servicegesellschaft Busverkehr und Service Großraum Hannover GmbH (B.U.S.). Der Regionalverkehr Hannover seinerseits war im Jahr 1976 aus dem Zusammenschluss der Bahnbusse und Postbusse im Raum Hannover entstanden.
Seit dem 1. Januar 2025 wird regiobus Hannover mit der Üstra Hannoversche Verkehrsbetriebe als ein Gemeinschaftsbetrieb geführt. Ziel ist die Verschmelzung beider Unternehmen zum 1. Januar 2029. Regiobus hat keinen eigenen Auftritt mehr, die Fahrzeuge werden in Zukunft unter der Marke Üstra fahren. 

## Verkehrsgebiet
Das Kernverkehrsgebiet der regiobus Hannover ist die Region Hannover.
→ Linienübersicht siehe Nahverkehr in Hannover

## Fahrzeuge, Betriebshöfe
Busbetriebshöfe befinden sich in Burgdorf, Eldagsen, Mellendorf, Neustadt und Wunstorf. Von diesen Standorten wird mit 270 eigenen Bussen der Linienverkehr der Region bedient. Diese Busse sind allesamt mit Niederflurtechnik ausgestattet, 270 davon verfügen zudem über ausklappbare Rampen, um einen bequemen Zutritt auch für mobilitätseingeschränkte Fahrgäste zu gewährleisten. Darüber hinaus werden noch 130 Busse von Auftragsunternehmern eingesetzt.

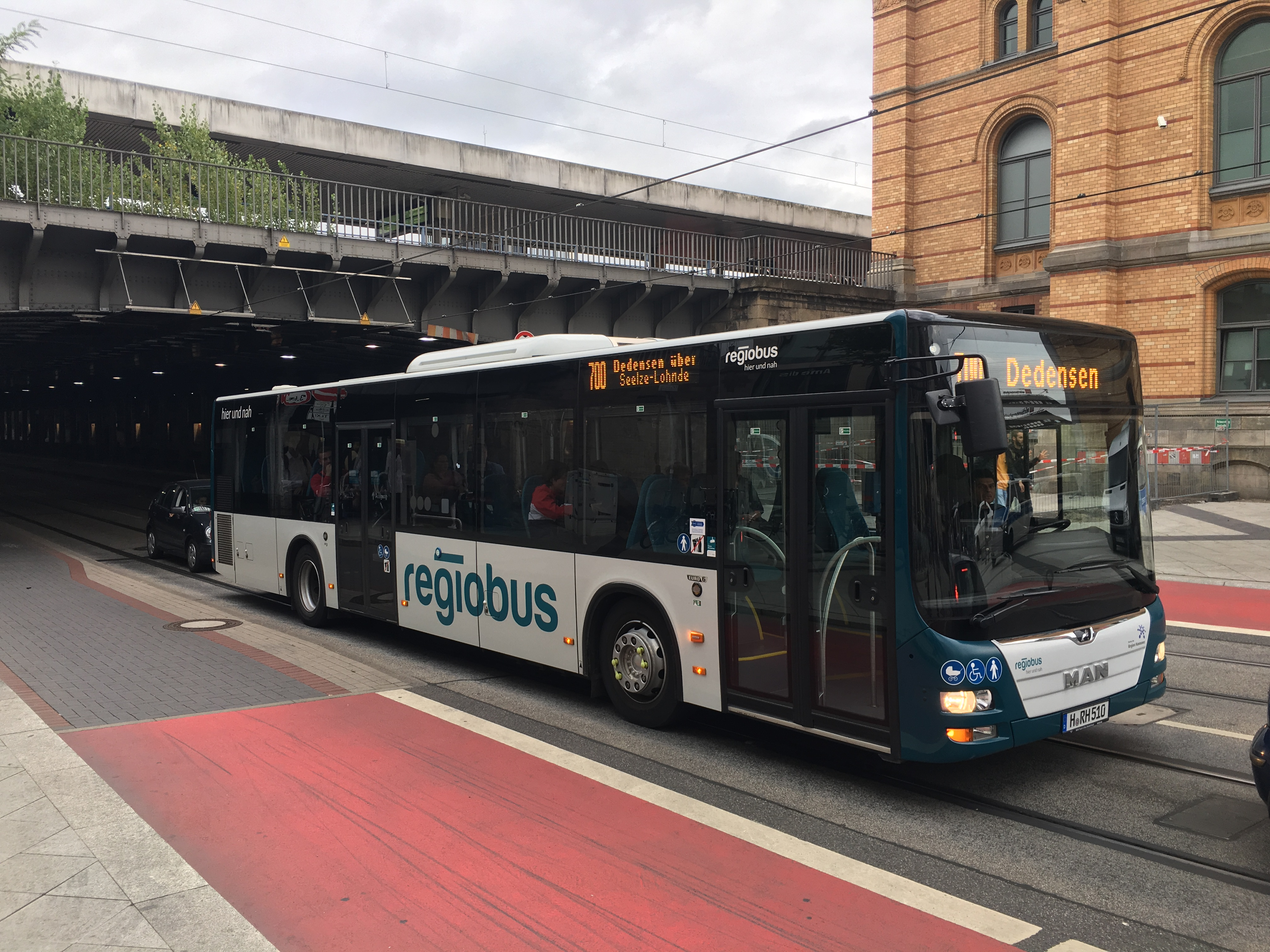
MAN Lion’s City A20 der regiobus Hannover
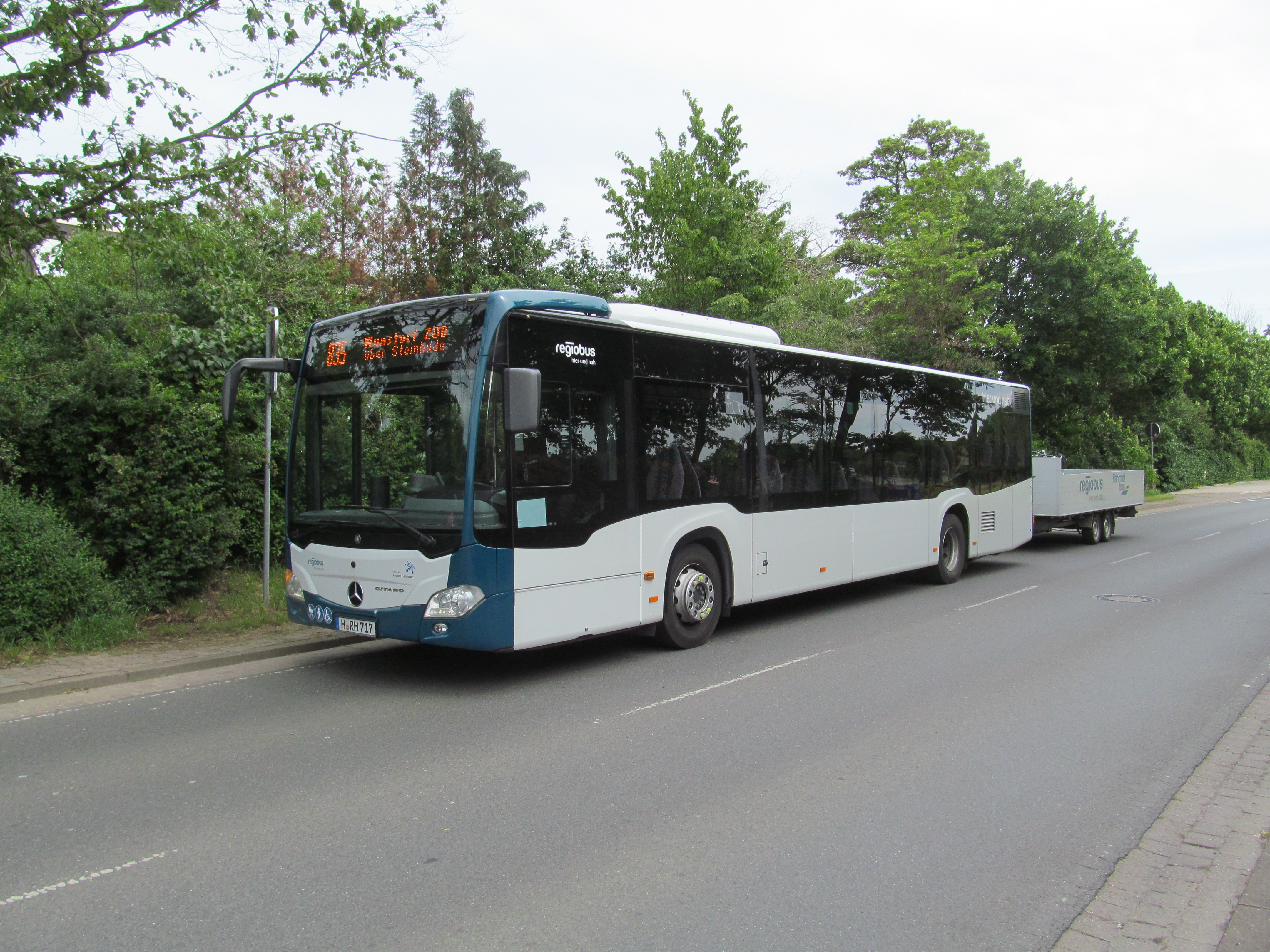
Mercedes-Benz Citaro C2 der regiobus Hannover mit Fahrradanhänger
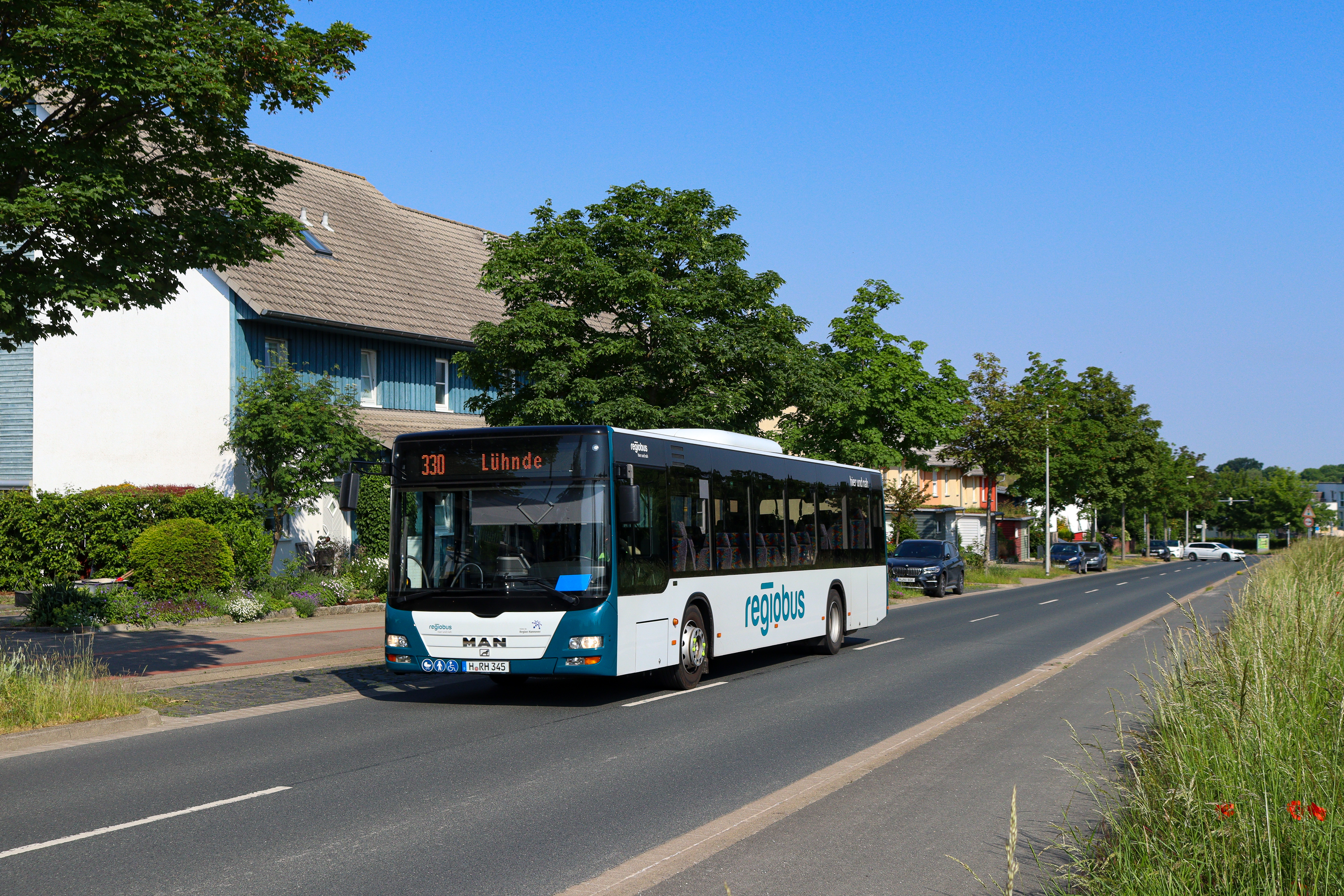
MAN Lion’s City A20
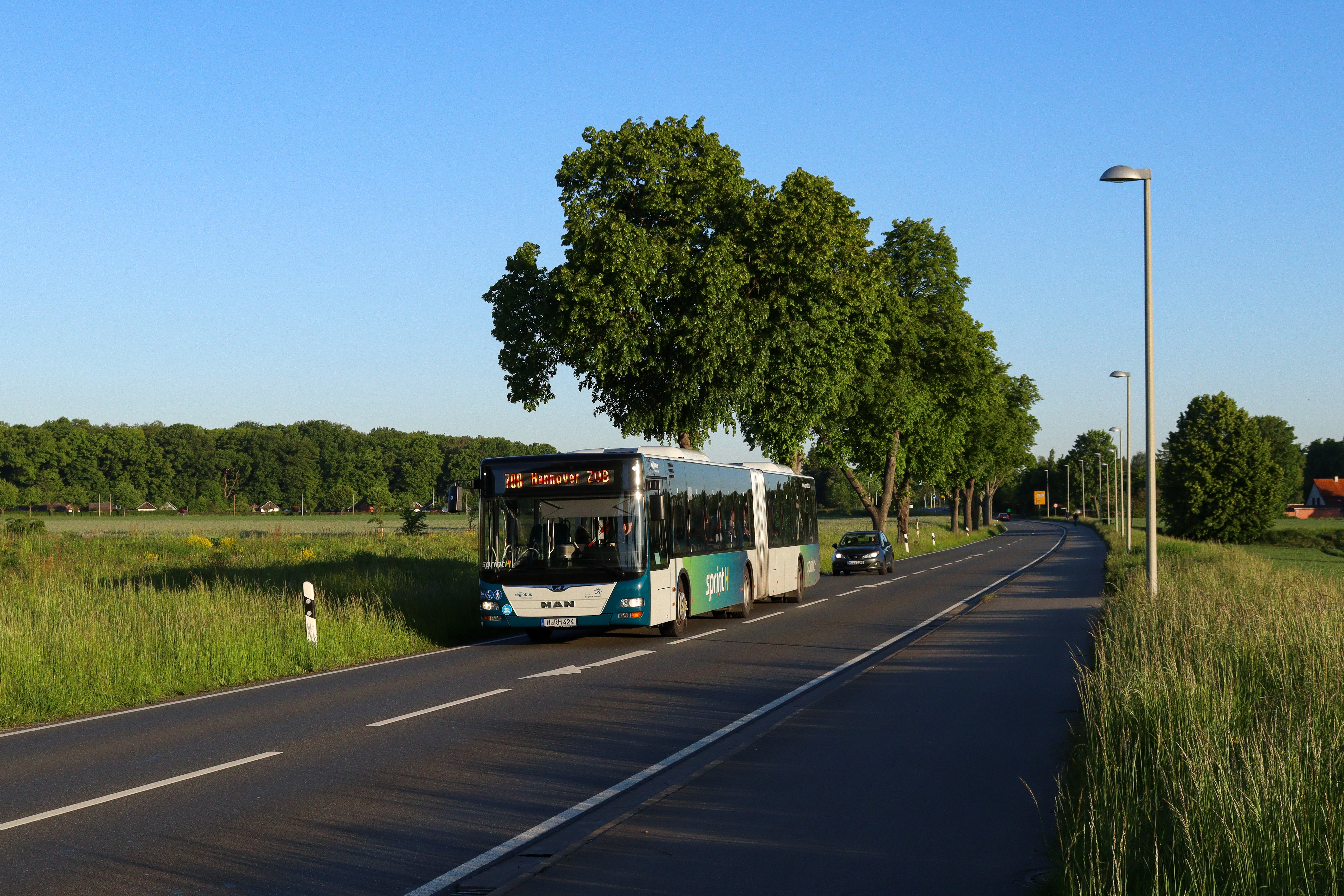
MAN Lion’s City A40 mit sprintH-Logos
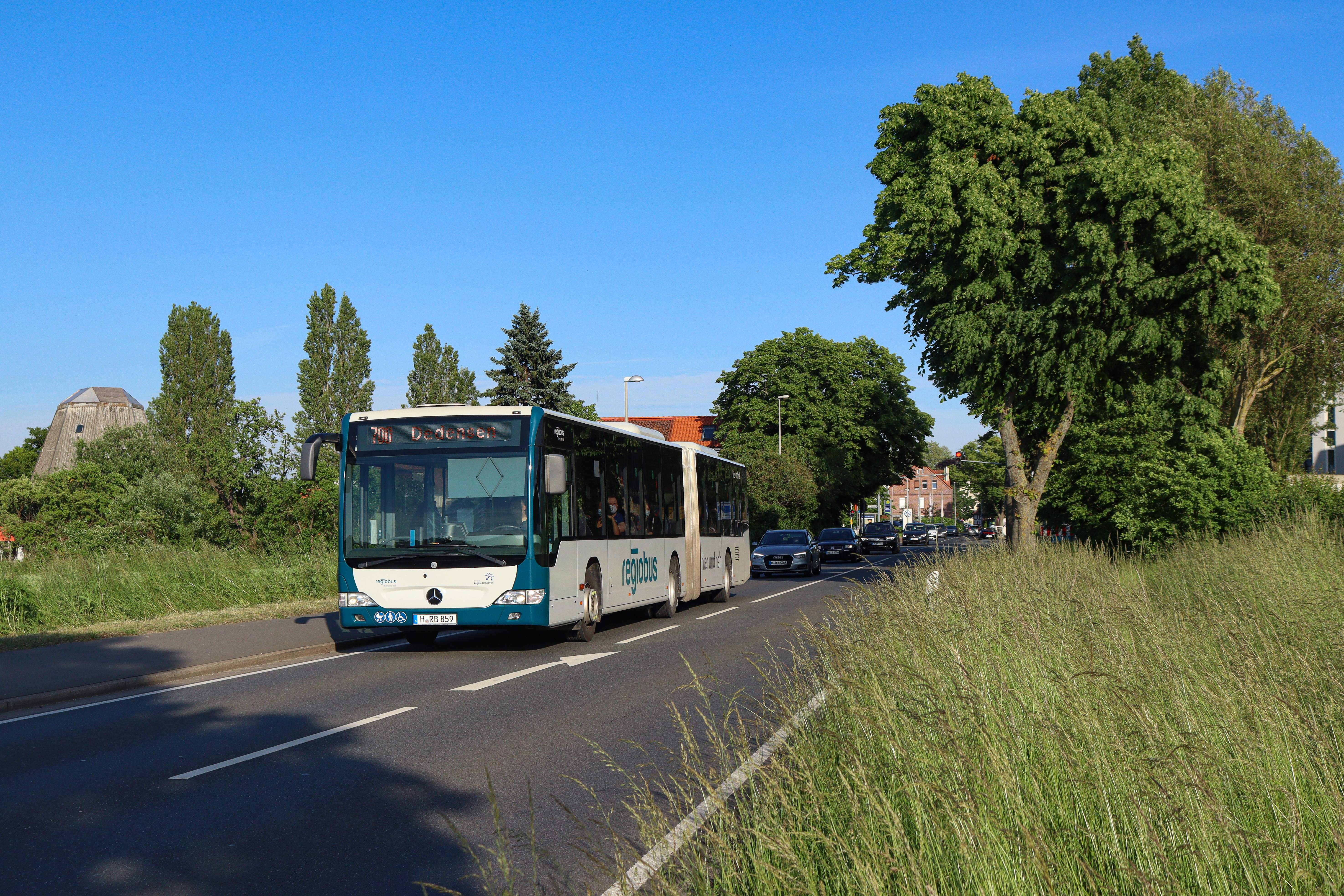
Mercedes-Benz Citaro Facelift GÜ
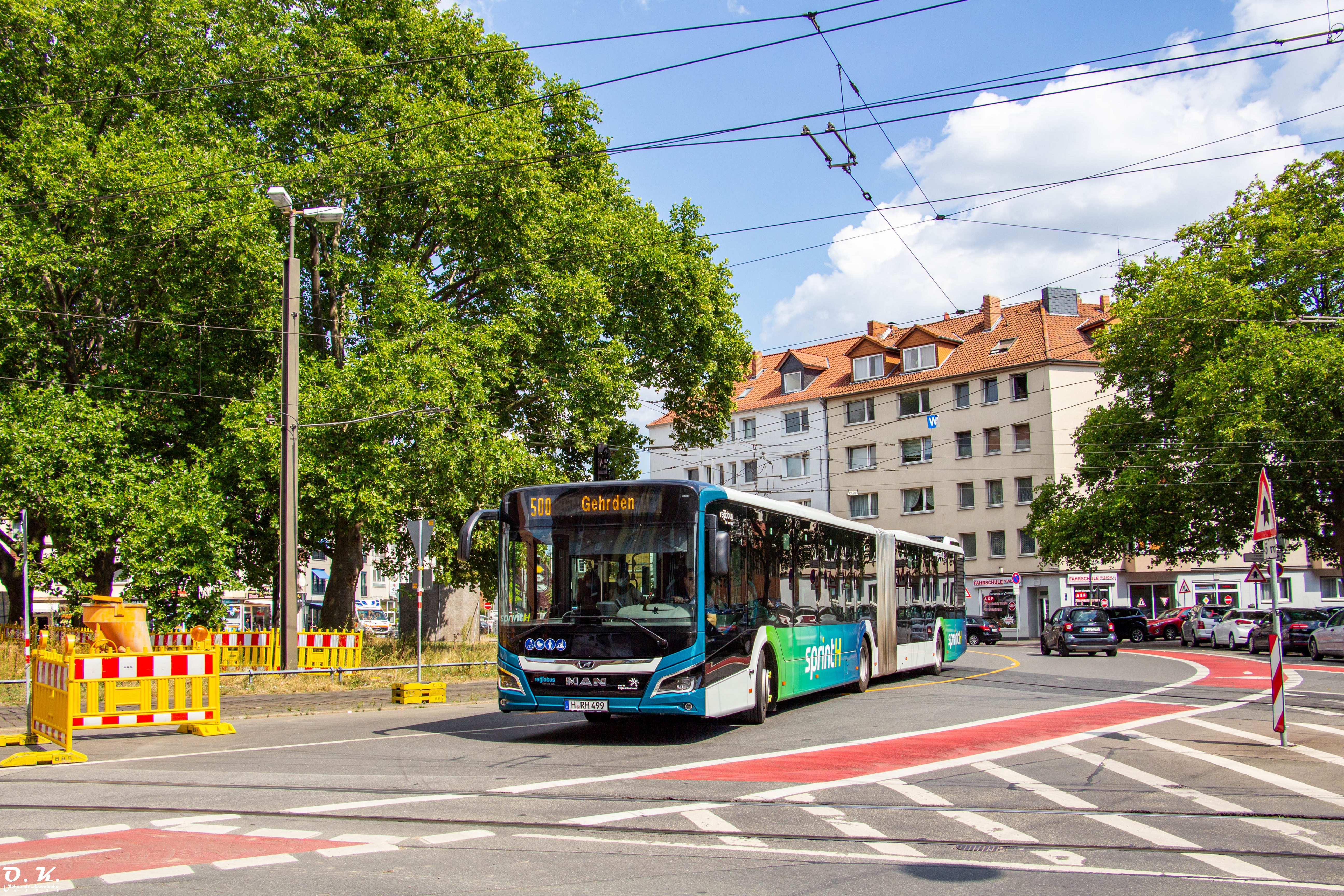
MAN Lion’s City 19C EfficientHybrid

## Buslinien
| Linie                    | Strecke                                                                                             |
| ------------------------ | --------------------------------------------------------------------------------------------------- |
| 170                      | Wasserstadt Limmer – Wunstorfer Straße – Am Küchengarten – Steintor – Hannover ZOB                  |
| sprintH 300              | Pattensen/Briefzentrum – Pattensen/ZOB – Arnum – Hannover/ZOB – Dragonerstraße                      |
| 301                      | Stadtverkehr Springe: Bahnhof/ZOB – Göbelbastei – Bahnhof/ZOB                                       |
| 310                      | Eldagsen – Schulenburg – Pattensen                                                                  |
| 320                      | Springe – Völksen – Gestorf – Hüpede – Pattensen                                                    |
| 360                      | Bennigsen – Lüdersen – Hiddestorf – Devese – Hemmingen – Döhren Peiner Straße                       |
| 365                      | Pattensen – Harkenbleck – Arnum – Hemmingen – Hemmingen KGS                                         |
| 366                      | Pattensen – Hiddestorf – Arnum – Hemmingen – Devese – Hemmingen KGS                                 |
| 367                      | Pattensen/ZOB – Arnum – Wilkenburg – Am Brabrinke                                                   |
| 380                      | Eldagsen – Gestorf – Bennigsen                                                                      |
| 381                      | Altenhagen I – Dahle – Springe                                                                      |
| 382                      | Springe – Alvesrode – Völksen – Bredenbeck – Wennigsen                                              |
| 383                      | Lüdersen – Bennigsen – Steinkrug – Springe Eldagsen – Völksen – Springe                             |
| 385                      | Alferde – Eldagsen – Springe                                                                        |
| sprintH 400              | Neustadt – Bordenau – Frielingen – Horst – Meyenfeld – Berenbostel – Wissenschaftspark Marienwerder |
| 404                      | Garbsen-Mitte/An der Universität – Schönebecker Allee                                               |
| 410                      | (Wunstorf –) Schloß Ricklingen – Horst – Meyenfeld – Garbsen                                        |
| 421                      | (Neustadt –) Frielingen – Osterwald – Berenbostel – Garbsen                                         |
| 430                      | Osterwald – Heitlingen – Stelingen – Berenbostel – Garbsen                                          |
| 431                      | Garbsen – Seelze/Bahnhof                                                                            |
| 460                      | Mandelsloh – Helstorf – Resse – Engelbostel – Nordhafen                                             |
| 461                      | Nordhafen – Schulenburg – Engelbostel – Schulenburg – Nordhafen                                     |
| 490                      | (Neustadt – Otternhagen –) Osterwald – Heitlingen – Stelingen – Stöcken                             |
| 492                      | Stöcken (– Desbrocksheidering) – Schwarze Heide                                                     |
| sprintH 500              | Weetzen – Gehrden – Ronnenberg – Wettbergen – Bornum – Hannover/ZOB                                 |
| 510                      | Linderte – Weetzen – Ihme – Ronnenberg – Empelde – Benthe                                           |
| 520                      | Wennigsen – Argestorf – Bredenbeck – Holtensen – Weetzen                                            |
| 521                      | Bredenbeck – Holtensen – Sorsum – Degersen – Wennigsen                                              |
| 522                      | Wennigsen – Bredenbeck – Holtensen – Sorsum – Gehrden                                               |
| 523                      | Gehrden – Everloh – Benthe – Ronnenberg – Empelde                                                   |
| 530                      | Barsinghausen – Hohenbostel – Bantorf – Hohenbostel – Barsinghausen                                 |
| 532                      | Barsinghausen – Eckerde – Großgoltern – Gehrden – Empelde                                           |
| 534                      | Barsinghausen – Großgoltern – Groß Munzel – Wunstorf                                                |
| 540                      | Barsinghausen – Egestorf – Wennigsen                                                                |
| 560                      | Barsinghausen – Egestorf – Redderse – Gehrden – Benthe – Empelde                                    |
| 561                      | Barsinghausen – Kirchdorf – Leveste – Gehrden – Empelde                                             |
| 562                      | Nienstedt – Egestorf – Barsinghausen                                                                |
| 570                      | Barsinghausen – Landringhausen – Groß Munzel – Kirchwehren – Ahlem                                  |
| 571                      | Gehrden – Northen – Harenberg – Ahlem                                                               |
| 572                      | Ahlem – Harenberg – Döteberg – Seelze/Süd – Seelze                                                  |
| 573                      | Lathwehren – Kirchwehren – Almhorst – Seelze                                                        |
| 574                      | (Harenberg – Velber –) Ahlem – Letter – Seelze                                                      |
| 575                      | Dedensen – Gümmer – Lohnde – Seelze – Letter                                                        |
| 580                      | Wennigsen – Gehrden – Northen – Lenthe – Am Soltekampe                                              |
| sprintH 600              | Großburgwedel – Isernhagen – Langenhagen                                                            |
| 620                      | Großburgwedel – Isernhagen – Fasanenkrug                                                            |
| 621                      | Großburgwedel – Kleinburgwedel – Thönse – Wettmar – Engensen                                        |
| 630                      | Großburgwedel – Neuwarmbüchen – Kirchhorst – Altwarmbüchen                                          |
| 635                      | Altwarmbüchen/Schulzentrum – Altwarmbüchen – Isernhagen                                             |
| 636                      | Großburgwedel – Schillerslage – Burgdorf                                                            |
| 638                      | Großburgwedel – Erster Berkhopsweg                                                                  |
| 639                      | Großburgwedel – Thönse – Wettmar – Engensen – Burgdorf                                              |
| 651                      | Großburgwedel – Kleinburgwedel – Fuhrberg                                                           |
| 652                      | Mellendorf – Gailhof – Fuhrberg                                                                     |
| 690                      | Mellendorf – Bissendorf – Großburgwedel                                                             |
| 692                      | Mellendorf – Bissendorf – Kaltenweide – Langenhagen                                                 |
| 694                      | Mellendorf – Brelingen – Abbensen                                                                   |
| 695                      | Mellendorf – Elze – Berkhof – Plumhof                                                               |
| 696                      | Mellendorf – Brelingen – Negenborn – Abbensen – Helstorf                                            |
| 697                      | Mellendorf – Gailhof – Meitze – Bennemühlen – Oegenbostel – Abbensen – Helstorf                     |
| 698                      | Mellendorf – Bissendorf – Scherenbostel – Resse                                                     |
| sprintH 700              | Dedensen – Gümmer – Lohnde – Seelze – Letter – Ahlem – Hannover/ZOB                                 |
| 701                      | Wunstorf Bahnhof Südseite – Kernstadt – ZOB                                                         |
| 710                      | Wunstorf – Klein Heidorn – Großenheidorn/Pickertsberg – Steinhude                                   |
| 711                      | Wunstorf – Großenheidorn/Strand – Klein Heidorn – Steinhude                                         |
| 715                      | Wunstorf – Klein Heidorn – Großenheidorn – Steinhude – Hagenburg – Wiedenbrügge – Rehburg           |
| 740                      | Niengraben – Idensen – Mesmerode – Wunstorf                                                         |
| 741                      | Niengraben – Idensen – Bokeloh – Wunstorf                                                           |
| 745                      | Bokeloh – Niengraben – Idensen – Mesmerode – Bokeloh – Wunstorf                                     |
| 760                      | Kolenfeld – Wunstorf Bahnhof Südseite – Wunstorf IGS                                                |
| 780                      | Wunstorf – Blumenau – Luthe                                                                         |
| 785                      | Wunstorf – Blumenau – Liethe – Luthe                                                                |
| 801                      | Neustadt/Freizeitbad – Neustadt Bahnhof/ZOB – Neustadt/Julius-Leber-Str.                            |
| 802                      | Neustadt Drachenfeld – Neustadt Bahnhof/ZOB – Sauerbruchweg – Krankenhaus                           |
| 820                      | Neustadt – Poggenhagen (– Steinhude)                                                                |
| 830                      | Neustadt – Eilvese – Schneeren – Mardorf                                                            |
| 831                      | Neustadt – Mardorf                                                                                  |
| 835                      | Neustadt – Mardorf – Rehburg – Münchehagen/Dinopark – Hagenburg – Steinhude – Wunstorf              |
| 840                      | Neustadt – Hagen – Lutter                                                                           |
| 850                      | Neustadt – Empede – Mariensee – Wulfelade – Mandelsloh – Stöckendrebber                             |
| 860                      | Neustadt – Otternhagen – Scharrel – Metel                                                           |
| 865                      | Otternhagen – Scharnhorst – Basse – Metel – Otternhagen                                             |
| 870                      | Esperke – Helstorf – Luttmersen – Basse – Suttorf – Neustadt                                        |
| sprintH 900              | Burgdorf – Kirchhorst – Altwarmbüchen – Hannover ZOB                                                |
| 905                      | Burgdorf Bahnhof – Langeoogstr. – Bahnhof Westseite                                                 |
| 906                      | Burgdorf Bahnhof – Südstadt – Bahnhof                                                               |
| 907                      | Burgdorf Bahnhof – Peiner Weg – Ostlandring, Betriebshof                                            |
| 910                      | Burgdorf – Sorgensen – Weferlingsen – Obershagen – Hänigsen                                         |
| 916                      | Burgdorf – Heeßel – Beinhorn – Schillerslage                                                        |
| 917                      | Dachtmissen – Sorgensen – Weferlingsen – Otze                                                       |
| 920                      | Burgdorf – Sorgensen – Dachtmissen – Hänigsen                                                       |
| 926                      | Burgdorf – Otze – Ehlershausen                                                                      |
| 927                      | Wathlingen – Nienhagen – Ehlershausen                                                               |
| 930                      | Uetze – Altmerdingsen – Hülptingsen – Burgdorf                                                      |
| 938                      | Uetze – Altmerdingsen – Hänigsen – Obershagen                                                       |
| 946                      | Dollbergen – Schwüblingsen – Sievershausen – Arpke – Immensen – Burgdorf                            |
| 948                      | Hämelerwald – Mehrum – Equord – Hohenhameln                                                         |
| 949                      | Hämelerwald – Sievershausen – Arpke – Immensen – Lehrte                                             |
| 950                      | Dedenhausen – Eltze – Uetze – Katensen – Dollbergen – Schwüblingsen                                 |
| 962                      | Burgdorf – Steinwedel – Lehrte – Ilten – Bilm                                                       |
| 963                      | Lehrte Neues Zentrum – Aligse – Klein Kolshorn                                                      |
| 964                      | Lehrte Neues Zentrum – Everner Str. – Südstadt – Everner Str. – Neues Zentrum                       |
| 965                      | Lehrte Neues Zentrum – Krankenhaus – Herzogweg – Neues Zentrum                                      |
| 966                      | Lehrte Bahnhofstr. – Südring – Bahnhofstr.                                                          |
| 967                      | Lehrte Bahnhofstr. – Ahlten                                                                         |
| 968                      | Lehrte Neues Zentrum – Straßburger Straße                                                           |
| Stand: 15. Dezember 2024 | |

## SprintH
Im GVH-Gebiet verkehren seit dem Fahrplanwechsel 2019/2020, am 15. Dezember 2019, sogenannte sprintH-Linien in Hannover und Region. Die sprintH-Linien, welche als Linien 300, 400, 500, 600, 700 und 900 verkehren, werden durch regiobus betrieben. Auf diesen Linien werden sprintH-Busse eingesetzt, welche über WLAN, Infotainment und USB Ladedocks verfügen. Durch die sprintH-Linien soll eine noch bessere Anbindung der Region zur Stadt Hannover erfolgen. Die sprintH-Linien bieten ebenfalls einen erhöhten Takt sowie leicht merkbare Abfahrtszeiten. Für die sprintH-Linien ist eine Webseite mit weiteren Information veröffentlicht worden.
Die Linie 800 wird als einzige sprintH-Linie von der ÜSTRA betrieben.

## Sprinti
In den Gemeinden Sehnde, Springe und Wedemark wird seit dem 1. Juni 2021 mit sprinti ein Rufbussystem mit kleineren Fahrzeugen eingesetzt. Wenn keine Verbindung des Regelverkehrs besteht, lässt sich über die GVH- oder die sprinti-App eine individuelle Verbindung anfordern. Die Fahrzeuge verkehren dabei ohne feste Linien. Fahrgastwünsche werden durch eine Software gebündelt und optimiert. Partner ist die Firma Via. Mit sprinti wird untersucht, wie sich ÖPNV im ländlichen Raum verbessern lässt. Das Angebot wurde zum 1. Oktober 2023 in den Gemeinden Burgwedel, Burgdorf, Uetze und Lehrte eingeführt. Ab dem Fahrplanwechsel 2023/24 gibt es das Angebot in der gesamten Tarifzone C „Umland“.